# Jessie Chisi
Jessie Chisi est une réalisatrice et scénariste zambienne.

## Biographie
Ayant grandi en Zambie, elle participe au Durban Talent Campus, en 2009, et en 2010, est acceptée lors du Berlinale Talent Campus. Elle est assistante de production de Rungano Nyoni en 2011 pour le court-métrage de Mwansa the Great. Chisi crée le Zambia Short Fest, qui présente des courts métrages de 15 minutes ou moins.
Le travail pour la Berlinale de Chisi, qui s'appelle alors Woman On Hold, devient finalement son film Between Rings en 2014, financé par la Fondation finlandaise du film. Il est consacré à la cousine de Chisi, Esther Phiri, la première femme boxeuse zambienne, déchirée entre mariage et carrière. Il est projeté notamment au Festival international des programmes audiovisuels de Biarritz (Fipa) et au Festival international du film documentaire de Copenhague,.
Elle vit pour moitié en Finlande et pour moitié en Zambie. En 2016, elle collabore avec Cassie Kabwita sur Sound of Silence, un film sur la violence sexuelle et domestique. Elle écrit, coproduit et coréalise Imagination en 2017, sur un jeune garçon de Garden Township (un quartier de Lusaka) qui rêve contre toute attente de devenir cinéaste.

## Filmographie
- 2014 : Between Rings: The Esther Phiri Story (documentaire co-réalisé avec Salla Sorri)
- 2016 : Zambia's Boxing Starr (téléfilm documentaire, mise en scène)
- 2017 : Imagination (écrit, co-produit et co-réalisé avec Vatice Mushauko)